# Montalto Ligure
Montalto Ligure est une ancienne commune italienne de la province d'Imperia dans la région Ligurie en Italie. Le 1er janvier 2018 elle fusionne avec Carpasio sous le nom de Montalto Carpasio.

## Monuments et patrimoine
- San Giovanni Battista  - église paroissiale baroque - abrite un polyptyque de San Giorgio de Ludovico Brea, les tableaux de Luca Cambiaso et d'Agostino Casanova et des fresques du XIVe siècle

## Administration
| Période                                  | Période | Identité | Étiquette | Qualité |
| ---------------------------------------- | ------- | -------- | --------- | ------- |
|                                          |         |          |           |         |
| Les données manquantes sont à compléter. |         |          |           |         |

### Communes limitrophes
Badalucco, Carpasio, Dolcedo, Molini di Triora, Prelà